# Граф Халина

Граф Халина.

В теории графов графом Халина называется некоторый вид планарного графа, который строится из дерева, имеющего по меньшей мере 4 вершины, ни одна из которых не имеет в точности двух соседей. Дерево рисуется на плоскости так, что никакие рёбра не пересекаются, затем добавляются рёбра, соединяющие все его листья в цикл. Графы Халина названы по имени немецкого математика Рудольфа Халина, изучавшего их в 1971 году, но кубические графы Халина изучались за столетие до этого английским математиком Томасом Киркманом.

## Построение

Граф треугольной призмы, построенный как граф Халина из дерева с шестью вершинами

Граф Халина строится следующим образом: пусть {\displaystyle T} — вложенное в плоскость дерево с четырьмя  или более вершинами, такой, что никакая вершина графа {\displaystyle T} не имеет степень два (то есть, никакая вершина не имеет в точности двух соседей). Граф Халина создаётся путём добавления к графу {\displaystyle T} цикла, проходящего через все листья таким образом, что расширяющий путь остаётся планарным.

## Примеры

Колеса

Звезда — это дерево с единственной внутренней вершиной. Применяя построение Халина получим колесо, граф пирамиды. Граф треугольной призмы является также графом Халина — его можно нарисовать так, что одна из его прямоугольных граней будет внешним циклом, а оставшиеся рёбра образуют дерево с четырьмя листьями, двумя внутренними вершинами и пятью рёбрами.
Граф Фрухта, один из двух наименьших кубических графов с нетривиальными автоморфизмами, является также графом Халина.

## Свойства
Любой граф Халина 3-связен, что означает, что нельзя разбить граф на два графа путём удаления двух вершин. Он также рёберно минимально 3-связен, что означает, что после удаления любого ребра граф перестаёт быть 3-связен. По теореме Штайница, будучи 3-связным планарным графом, граф Халина можно представить в виде множества вершин и рёбер выпуклого многогранника. Таким образом, он является графом многогранника, но в этом случае, как и для любого графа многогранника, его вложение в плоскость единственно с точностью до выбора грани, которая будет его внешней гранью.
Любой граф Халина является гамильтоновым графом и любое ребро принадлежит гамильтонову циклу. Более того, любой граф Халина остаётся гамильтоновым после удаления любой вершины . Поскольку любое дерево без вершин степени 2 содержит два листа с одним родителем, любой граф Халина содержит треугольник. В частности, граф Халина не может быть ни графом без треугольников, ни двудольным графом. Более строго, любой граф Халина является почти панциклическим, в том смысле, что он имеет циклы всех длин от 3 до n с возможным исключением одной чётной длины. Более того, любой граф Халина остаётся почти панциклическим после стягивания одного ребра, и любой граф Халина без внутренних вершин степени три является панциклическим .
Любой граф Халина имеет древесную ширину максимум три . Таким образом, многие задачи оптимизации, являющиеся NP-полными для произвольных графов, такие как нахождение независимого множества, для графов Халина можно решить за линейное время при использовании динамического программирования.
Слабый двойственный граф вложенного планарного графа имеет вершины, соответствующие граням планарного графа и рёбра, соответствующие смежным граням (слабый двойственный получается из двойственного путём удаления вершины, соответствующей внешней грани).
Слабый двойственный граф графа Халина всегда двусвязен и внешнепланарен. Это свойство можно использовать для характеризации графов Халина — вложенный в плоскость планарный граф является графом Халина с циклом через листья как внешней грани вложения тогда и только тогда, когда его слабый двойственный двусвязен и внешнепланарен.

## История
В 1971 году Халин (Halin) предложил графы (получившие название графов Халина) как класс минимальных 3-вершинно-связных графов — для каждого ребра графа его удаление уменьшает связность. Эти графы приобрели особое значение, когда выяснилось, что многие алгоритмические задачи, решение которых нереально для произвольных планарных графов, могут быть решены эффективно на графах Халина, что впоследствии объяснено как следствие их малой ширины дерева.
До работ Халина задачей перечисления кубических графов Халина занимался в 1856 году Томас Киркман, а в 1965 году — Ганс Радемахер
называл эти графы основанными на многогранниках. Он определил их как кубические графы многогранников с f гранями, у которых одна из граней имеет f − 1 рёбер. Графы, удовлетворяющие этому определению — в точности кубические графы Халина.
Графы Халина также иногда называют многогранниками без крыши но, как и название «основанные на многранниках» это название можно отнести к кубическим графам Халина. Выпуклые многогранники, графами которых являются графы Халина, называют также куполами.